# Essy Persson
Essy Ingeborg Vilhelmina Persson, född 15 juni 1941 i Johanneberg, Göteborgs och Bohus län, är en svensk skådespelare. 
Essy Persson började arbeta som sekreterare samtidigt som hon gick på en privat teaterskola. 1963 fick hon en roll vid Riksteatern i Akta dig för svärmor. Hon engagerades vid Stockholms stadsteater där hon upptäcktes och fick en huvudroll i filmen Jag – en kvinna 1965. Persson gifte sig 1968 med civilekonom Robert Björklund. Efter filmkarriären studerade Essy Persson vid Konsthögskolan Valand och Konstfack 1981–1984. Därefter har hon varit verksam som bildkonstnär.  

## Filmografi
- 1983 – Profitörerna (TV-serie), där hon spelade i två avsnitt: Bordellkungen och En horas himlafärd
- 1980 – Blomstrande tider, där hon spelar rollen som Doris
- 1973 – Ett köpmanshus i skärgården (TV-serie), där hon spelar rollen som mamsell Majken Moss
- 1971 – Vill så gärna tro, där hon spelar rollen som Agneta
- 1970 – Söderkåkar (TV-serie), där hon spelar rollen som Maj-Britt
- 1970 – Cry of the Banshee, där hon spelar rollen som Lady Patricia Whitman
- 1968 – Therese und Isabell, där hon spelar rollen som Thérèse
- 1968 – Lejonsommar, där hon spelar rollen som Eliza
- 1967 – ...4 ...3 ...2 ...1 ...morte, där hon spelar rollen som Thora
- 1967 – Das Rasthaus der grausamen Puppen, där hon spelar rollen som Betty Williams
- 1966 – Åsa-Nisse i raketform, där hon spelar rollen som journalist och Lapp-Lisa
- 1966 – Träfracken, där hon spelar rollen som syster Berit
- 1965 – Slå först Freddie!, där hon spelar rollen som Sonja
- 1965 – Jag – en kvinna, där hon spelar rollen som Siv
- 1965 – Flygplan saknas, där hon spelar rollen som Eva

## Teater

### Roller (ej komplett)
| År   | Roll                   | Produktion                                                                                               | Regi                | Teater                 |
| ---- | ---------------------- | --- | ------------------- | ---------------------- |
| 1964 | Sjuksköterska Dam 2    | Han hade två pistoler med svarta och vita ögon (Aveva due pistole con gli occhi bianchi e neri) Dario Fo | Hans Dahlin         | Stockholms stadsteater |
| 1964 | Kvinnan Gendarmens fru | Skärmarna (Les Paravents) Jean Genet                                                                     | Per Verner-Carlsson | Stockholms stadsteater |